# Zakaznik
La zakaznik (in russo зака́зник, зака́зники?, zakaznik, zakazniki; in ucraino singolare: заказни́к o зака́зник; plurale: заказники́ o зака́зники, zakaznyk, zakaznyky; bielorusso: заказнік, заказнікі, zakaznik, zakazniki) è un tipo di area naturale protetta istituita in alcuni Stati post-sovietici come Bielorussia, Russia e Ucraina, che soddisfa i criteri previsti per la Categoria IV o VI dell'Unione internazionale per la conservazione della natura.

## Descrizione
In una zakaznik è possibile proteggere sia l'intero complesso naturale (per ecosistemi complessi), sia alcune parti come colonie di uccelli o popolazioni di piante rare, ma anche ambienti storici, commemorativi o geologici.
L'estensione di queste aree protette da un minimo di 0,5 ettari a un massimo di circa 6 milioni di ettari.
Nelle zakaznik possono esserci limitazioni temporanee o permanenti ad alcune attività economiche come il taglio del legname, l'estrazione mineraria, il pascolo o la caccia.

## Russia
In Russia, secondo la legge federale "Sui territori naturali particolarmente protetti":
1. Le riserve naturali demaniali sono territori (aree acquatiche) di particolare importanza per la conservazione o il ripristino di complessi naturali o loro componenti e per il mantenimento dell'equilibrio ecologico.
2. La dichiarazione di un territorio a Riserva Naturale dello Stato è consentita sia con che senza recesso da parte di utenti, proprietari e proprietari di appezzamenti di terreno.
3. Le riserve naturali statali possono essere di importanza federale o regionale.
4. Le riserve naturali statali di importanza federale sono sotto la giurisdizione dell'organo esecutivo federale autorizzato dal governo della Federazione Russa.
5. La gestione delle riserve naturali statali di importanza federale è svolta dalle istituzioni di bilancio statali federali, comprese quelle che gestiscono le riserve naturali statali e i parchi nazionali.
6. Per garantire l'inviolabilità degli oggetti protetti nelle riserve, sono vietate alcune tipologie di attività economiche, come ad esempio la caccia, mentre possono essere consentite altre attività che non incidono sugli oggetti protetti (se la riserva non è complessa). Tali attività possono essere la fienagione, il pascolo e così via.

Nel 2015 c'erano 70 riserve naturali statali di importanza federale operanti in Russia, la cui superficie totale era di 13,05 milioni di ettari, di cui 2,9 milioni di ettari di aree acquatiche. Nel 2014-2015, 5 riserve naturali federali (Sumarokovskij), Bairovskij, Lebedinij, Stepnoj e Tomskij) sono state trasformate in riserve naturali regionali. Il numero delle riserve federali è stato ridotto a 65.
Il numero di riserve naturali statali di importanza regionale è significativamente più alto e, secondo il Ministero delle risorse naturali e dell'ecologia della Federazione Russa, alla fine del 2013 ammontava a 2.238. La superficie da esse occupata (escluse le aree marine) supera i 45,0 milioni di ettari, ovvero il 38% della superficie di tutte le aree protette di rilevanza regionale.